# متلازمة الحذف1q21.1
متلازمة الحذف 1q21.1 (بالإنجليزية: 1q21.1 deletion syndrome)‏ هو انحراف نادر من كروموسوم 1.
في الحالة الشائعة يكون لدى الخلية البشرية زوج واحد من الكروموسومات المتطابقة على كروموسوم 1، أما مع متلازمة حذف 1q21.1 كروموسوم واحد تكون الأزواج من الكروموسومات ليست كاملة؛ لأن جزءًا من تسلسل الكروموسوم يكون مفقودًا، ويكون أحد الكروموسومات يحتوي على طول طبيعي والآخر قصير جدًا.
النمط الظاهري ومظاهره في الأفراد متغير تمامًا؛ فبعض الناس الذين لديهم متلازمة يمكن أن تعمل بشكل طبيعي، في حين أن آخرين يعانون أعراض التخلف العقلي، والتشوهات الجسدية المختلفة.

## الأسباب
الانقسام الاختزالي هو عملية تقسيم الخلايا في البشر، وفي الانقسام الاختزالي وأزواج الكروموسوم انشقاقات، وممثل من كل زوج يذهب إلى خلية ابنة واحدة، وبهذه الطريقة سيتم النصف من عدد الكروموسومات في كل خلية، في حين تظل جميع الأجزاء على الكروموسوم (الجينات)، وبعد العشوائية ما هي المعلومات من الخلية الأم ينتهي في الخلية ابنة وقرر بمحض الصدفة. وإلى جانب هذه العملية العشوائية، وهناك عملية عشوائية ثاني. في هذه العملية العشوائية الثاني الحمض النووي سوف يتم سريعا بطريقة قطعة ييحذف (حذف)، المضافة (الازدواجية)، انتقل من مكان إلى آخر (إزفاء) ومقلوب (انعكاس)، وهذه هي العملية المشتركة، الأمر الذي يؤدي إلى حوالي 0,4% من الاختلاف في الحمض النووي.
مشكلة العملية العشوائية الثانية هي أن الأخطاء الوراثية يمكن أن تحدث بسبب عملية الحذف والازدواجية، قد الصبغيات (الكروموسومات) التي تأتي معًا في خلية جديدة تكون أقصر أو أطول، ونتيجة لهذا التغيُّر العفوي في بنية الحمض النووي هو ما يسمى في عدد النسخ الاختلاف، ويرجع ذلك إلى عدد نسخ الكروموسومات الاختلاف من أحجام مختلفة ويمكن الجمع بينها في خلية جديدة، وإذا كان هذا يحدث في جميع أنحاء الحمل، فإن النتيجة تكون الخلية الأولى للإنسان مع اختلاف وراثي، وهذا يمكن أن يكون إما إيجابيا أو سلبيا، أما في الحالات الإيجابية فإن الإنسان الجديد سيكون قادرا على مهارة خاصة التي تقيم بشكل إيجابي، على سبيل المثال: في مجال الرياضة أو العلم، وفي الحالات السلبية لديك للتعامل مع متلازمة أو إعاقة شديدة، كما في هذه الحالة متلازمة الحذف 1q21.1.
واستنادً إلى عملية الانتصاف، قد تحدث المتلازمة بطريقتين، هما:
1. انحراف العفوية (وهي حالة "دي نوفو '): اثنين من الكروموسومات معًا من أي واحد لديه عدد نسخ الاختلاف نتيجة لعملية الانقسام الاختزالي.
2. أحد الوالدين هو الناقل تدريجيًا من كروموسوم مع عدد نسخ الاختلاف ويمررها من خلال عند الحمل للطفل، مع عواقب مختلفة للطفل.
بسبب هذا خطأ مطبعي الوراثية للجنين قد تواجه مشاكل في التنمية خلال الأشهر الأولى من الحمل. تقريبا بعد 20-40 أيام الإخصاب، شيء يذهب على نحو خاطئ في بناء أجزاء الجسم والدماغ، مما يؤدي إلى سلسلة من ردود الفعل. [1]

## الأعراض
1-مشاكل عصبية نفسية: التوحد، والفصام، والصرع، ومشاكل التعلم؛ التخلف العقلي - خفيفة إلى معتدلة؛ تأخر في النمو - خفيفة إلى معتدلة (معالم مثل الجلوس والوقوف والمشي تأتي في فترة لاحقة في مرحلة الطفولة)؛ إظهار الأطفال ومشية رنحي وتسقط الكثير
2-
خلل البنية؛ شوهة: مظهر غير عادي قليلا الوجه، والنمو بالانزعاج؛ تشوهات الهيكل العظمي؛ الرأس الصغيرة (صغر الرأس)؛ جبهته بارزة، الأنف منتفخ؛ أعماق مجموعة عيون؛ الإبهام واسع النطاق؛ أصابع القدم اسع؛ الحول؛ صلات مرنة جدا؛ فصال كاذب الترقوة [4] (الترقوة لا تتطور بشكل طبيعي) (الفئة II-الحذف)؛ وهو تجعد عرضية أضافية من الإصبع الخامس [4] (الفئة II-الحذف))؛ مشاكل مع تطور المهبل (مولر عدم تنسج)
3-عيون: اعتام عدسة العين
4-تشوهات القلب والشذوذ القلب والأوعية الدموية (30% من الحالات): الأصل الشاذ للشريان التاجي [4] (الفئة II-الحذف)
5-الكلى: الكلى في عداد المفقودين أو تطفو الكلى
6-السرطان: ورم الخلايا البدائية العصبية
7-اضطرابات النوم

## وصلات خارجية
- مدخل قاعدة بيانات ديسايفر لـمتلازمة الحذف1q21.1